# Luftbestattung
Als Luftbestattung wird einerseits die Bestattung einer Leiche hoch über dem Erdboden bezeichnet, andererseits auch das Verstreuen der Asche eines Verstorbenen aus einem Luftfahrzeug.

## Traditionelle Luftbestattung
Bei einer Luftbestattung im traditionellen bzw. ethnografischen Sinn werden die Leichen mehr oder weniger hoch über dem Erdboden in freier Luft beigesetzt und dort – in Gänze oder zerteilt, unverwest oder teilverwest – Aasfressern überlassen. Manchmal werden die Leichen aber auch verhüllt oder in Baumsärgen vor Fraß geschützt. Diese Praxis ist von der Nicht-Bestattung zu unterscheiden, die in Sophokles’ Tragödie Antigone König Kreon über seinen getöteten Feind Polyneikes als Strafe verhängt. Dass Vögel den offen zugänglichen, auf dem Erdboden liegenden Leichnam anfressen, widerspricht den griechischen Bestattungssitten der Antike; durch die Anwendung einer derartigen Praxis erweist sich Kreon als tyrannischer Herrscher, da er sich über diese Traditionen hinwegsetzt.
Die Art der Luftbestattung, bei der ein unbehinderter Verzehr des Leichnams durch größere Tiere billigend in Kauf genommen wird, ist in vielen Regionen der Welt verbreitet, sie wird jedoch nur noch selten praktiziert. Bekannte Formen sind die Himmelsbestattung in Tibet und in der Mongolei, Bestattungen in sogenannten „Türmen der Stille“ in Persien oder die Baum- und Gerüstbestattungen bei nordamerikanischen Indianern und etwa in Ost-Indonesien.

## Moderne Luftbestattung
In Europa wird seit den 1990er Jahren unter dem Begriff „Luftbestattung“ das Verstreuen der Asche eines Verstorbenen von einem Heißluftballon, einem Hubschrauber oder von einem Flugzeug aus verstanden. Nach der zuvor nötigen Kremierung wird die Asche (im Luftraum) verstreut. Die Angehörigen können an der Zeremonie teilnehmen. Im Anschluss bekommen sie eine Urkunde mit den genauen Koordinaten des Verstreuungsortes. Erlaubt ist diese Art der Luftbestattung in einigen europäischen Ländern, beispielsweise in Frankreich, der Schweiz und Tschechien. Das deutsche Bestattungsgesetz verbietet die Luftbestattung, da in Deutschland Friedhofspflicht besteht. Einzige Ausnahme ist die Verstreuung der Asche über bestimmten Gebieten der Ost- und Nordsee.
Die Anzahl der Teilnehmer an der Zeremonie ist – abhängig von der Kapazität des gewählten Flugmittels – begrenzt. In einem Heißluftballon ist beispielsweise nur die Mitnahme von etwa drei Personen möglich.
In der Schweiz kann in speziell konstruierten Kapseln die Asche eines Verstorbenen an einem Wetterballon befestigt und in 30 Kilometer Höhe transportiert werden. Dort öffnet sich die Kapsel und verstreut die Asche im Himmel. Eine Kamera hält den Aufstieg und die Zeremonie fest und gelangt an einem Fallschirm wieder zur Erde. Eine solche Luftbestattung kann bei Teilnahme von 20 Personen und Komplettdokumentation bis zu 9000 Euro kosten.